# São João do Soter
São João do Soter este un oraș în unitatea federativă Maranhão (MA), Brazilia.